# تای-شان اشیرندبرگ
تای-شان اشیرندبرگ (انگلیسی: Tai-Shan Schierenberg؛ زادهٔ ۱ ژانویهٔ ۱۹۶۲) نقاش اهل بریتانیا و ساکن لندن است. او یکی از برندگان جایزه پرتره بی‌پی در سال ۱۹۸۹ و رئیس بخش نقاشی آکادمی هنر لندن است.
او خود متولد لندن است و کودکی‌اش را نزد پدربزرگ و مادربزرگش در مالزی سپری کرد. مادرش اصالتاً چینی و پدرش اهل آلمان بود.